# IC 10 X-1
IC 10 X-1 – układ podwójny znajdujący się w galaktyce IC 10 w gwiazdozbiorze Kasjopei położony około 1,8 miliona lat świetlnych od Ziemi, składający się z gwiazdy Wolfa-Rayeta oraz niezwykle ciężkiej czarnej dziury o masie gwiazdowej. Czarna dziura znajdująca się w tym układzie jest najcięższą znaną czarną dziurą typu gwiazdowego – jej masa wynosi przynajmniej 24 masy Słońca. Obiekty okrążają środek masy układu w ciągu 34,4 godzin.